# EVV Eindhoven in het seizoen 1964/65
Het seizoen 1964/1965 was het 11e jaar in het bestaan van de Eindhovense betaaldvoetbalclub Eindhoven. De club kwam uit in de Eerste divisie en eindigde daarin op de zesde plaats. Tevens deed de club mee aan het toernooi om de KNVB Beker, hierin werd in de eerste ronde verloren van [[]] (–).

## Wedstrijdstatistieken

### Eerste divisie
|       | Alkmaar '54 | Blauw-Wit | DHC   | Enschedese Boys | Elinkwijk | Excelsior | Holland Sport | N.E.C. | RBC   | Veendam | Velox | Volendam | De Volewijckers | VVV   | Willem II |
| ----- | ----------- | --------- | ----- | --------------- | --------- | --------- | ------------- | ------ | ----- | ------- | ----- | -------- | --------------- | ----- | --------- |
| Thuis | 4 – 5       | 1 – 3     | 4 – 0 | 0 – 1           | 0 – 1     | 2 – 2     | 2 – 2         | 0 – 0  | 3 – 2 | 2 – 1   | 2 – 1 | 2 – 2    | 2 – 4           | 2 – 1 | 2 – 2     |
| Uit   | 2 – 1       | 1 – 1     | 1 – 3 | 4 – 2           | 3 – 6     | 1 – 2     | 2 – 1         | 1 – 2  | 1 – 1 | 1 – 1   | 3 – 3 | 0 – 3    | 1 – 1           | 4 – 1 | 1 – 2     |

### KNVB Beker
| 1e ronde                                  | Roda JC                                                 | 3 – 0 (1 – 0) | Eindhoven |
| 4 oktober 1964 Plaats: Kerkrade Kaalheide | Loek Chatrou 25' Mathieu van Mouche 53' Jan Louwers 87' |               |           |

## Statistieken Eindhoven 1964/1965

### Eindstand Eindhoven in de Nederlandse Eerste divisie 1964 / 1965
| Stand | Gespeeld | Gewonnen | Gelijk | Verloren | Punten | Doelpunten voor | Doelpunten tegen |
| ----- | -------- | -------- | ------ | -------- | ------ | --------------- | ---------------- |
| 6e    | 30       | 11       | 10     | 9        | 32     | 58              | 53               |

### Topscorers
| #                 | Naam               | Goal |
| ----------------- | ------------------ | ---- |
| 1.                | Wim Brouns         | 10   |
| 2.                | Joop Oomens        | 9    |
| 3.                | Toon Verhoeven     | 8    |
| 4.                | Thieu Soers        | 7    |
| 5.                | Jan van den Heuvel | 5    |
| 6.                | Jan de Kort        | 4    |
| 6.                | Ad Vermeer         | 4    |
| 8.                | Nico van Diessen   | 3    |
| 9.                | Cor Bex            | 2    |
| 10.               | Hans Brink         | 1    |
| 10.               | Harrie Geurts      | 1    |
| 10.               | Willy Heijink      | 1    |
| 10.               | Evert Lafaire      | 1    |
| 10.               | Willy Slaats       | 1    |
| Onbekend doelpunt |                    |      |
| –                 | Onbekend           | 1    |
| Totaal            | Totaal             | 58   |

| #      | Naam        | Goal |
| ------ | ----------- | ---- |
| –      | Geen speler | 0    |
| Totaal | Totaal      | 0    |

## Voetnoten
Alkmaar '54 ·
Blauw-Wit ·
DHC ·
Elinkwijk ·
Enschedese Boys ·
Eindhoven ·
Excelsior ·
Holland Sport ·
N.E.C. ·
RBC ·
Veendam ·
Velox ·
Volendam ·
De Volewijckers ·
VVV ·
Willem II